# Palača Balović (nova)
Palača Balović je palača u Perastu. Palača je obitelji Balovića, koji su pripadali peraškom bratstvu (kazadi) Dentalima (Zubacima), poznatoj po radu u trgovačkoj i ratnoj mornarici.

## Povijest
Prva se palača obitelji Balović spominje u 17. stoljeću, bila je sjeverno od palače Viskovića i u svezi s njome je 1694. godina.
Ova nova palača, datira iz polovice 18. stoljeća. 
Palača je bila mjestom gdje je ljetovao Njegoš 1846. godine. U ovoj je palači napisao pjesmu Paris i Helena ili Noć skuplja vijeka. 1981. su godine u palači sprovedeni restauracijski radovi. Tom je prilikom preuređena za stanovanje. Nekad je ovdje bio smješten obiteljski arhiv, poprilično bogat te obiteljska knjižnica. Oko 1933. godine te poslije drugoga svjetskog rata sve je odneseno iz Perasta. Njegošev boravak zapisan je na ploči. Nalazi se na č.z. 248.
Stilski palača pripada baroknoj arhitekturi.

## Smještaj
Nalazi u istočnom dijelu Perasta, u predjelu zvanom Luka. Ispred je slatkovodni izvor ("boljun") Bizetina, nadsvođen polukružnim svodom iznad izvora. Izvor je prije pripadao palači, nad kojim je bila podignuta. Neposredno u susjedstvu, istočno, u drugom redu zgrada je palača Mazarović. Dalje ulicom prema uzbrdo je palača Mrša. Između tih dviju susjednih palača u daljini u brdu je crkva rođenja Presvete Bogorodice, a još dalje kapela s grobljem, koja je ispod Jadranske magistrale.

## Izgled
Osnova je mletačka.
Izgledom je jednostavna, skladna i istoremeno monumentalna, što odražava svojstveni izgled baroknih palača onog vremena. Zgrada iznad prizemlja ima dva kata i belveder. Prizemni dio ima portal u bunjatu. Prozora su dva, baroknih oblika i eliptična. Na prvom katu također je portal. Portal je velik s kamenom balustradom u donjem dijelu. Palača je nekad imala sačuvani interijer s izvornim rasporedom prostorija, četiri sobe i salon. Restauracija je to izmijenila. Salon se nalazio između četiri sobe.
Današnja namjena palače je stambena.